# (1429) Pemba
(1429) Pemba es un asteroide que forma parte del cinturón de asteroides y fue descubierto por Cyril V. Jackson desde el observatorio Union de Johannesburgo, República Sudaficana, el 2 de julio de 1937.

## Designación y nombre
Pemba fue designado inicialmente como 1937 NH.
Más tarde se nombró por la isla africana de Pemba.

## Características orbitales
Pemba está situado a una distancia media del Sol de 2,554 ua, pudiendo alejarse hasta 3,412 ua. Su excentricidad es 0,3359 y la inclinación orbital 7,748°. Emplea en completar una órbita alrededor del Sol 1491 días.